# 左眼偵探EYE
《左目偵探EYE》（日語：左目探偵EYE）是日本電視台在2010年1月23日開始播出的連續劇。該劇為推理懸疑劇，播放時間為逢星期六日本時間晚上九時。

## 故事概要
田中愛之助（山田涼介飾）自小左眼幾乎看不見東西，父母在他小時候逝世。愛之助一直和哥哥田中夢人（橫山裕飾）一起同住，感情深厚。可是，夢人死於實驗室爆炸，左眼角膜移植予愛之助。
自此之後，愛之助的左眼在受到衝擊時便會出現一些奇怪影像，愛之助認為這是哥哥給他的提示，想愛之助幫他找出殺他的兇手。狹山瞳（石原里美飾）是一個為錢不擇手段、不怕危險的女保健室老師，有一次不經意地知道愛之助左眼的奇怪影像(那一次是一捆捆的錢)，所以為了償還卡債而盡力去幫助愛之助破解那些不知何解的影像。隨着影像的破解，愛之助發現原來夢人根本未死，「夢人的死」只是幌子，以掩飾夢人參與一連串的犯罪活動。
為了得知哥哥犯罪的原因和制止哥哥，所以，愛之助和哥哥夢人之間便開始了一場鬥智戰爭，希望破壞夢人的犯罪計劃。

## 人物

### 角色列表
- 田中愛之助 （山田涼介飾）

自小左眼幾乎看不見東西，受到哥哥夢人的左眼角膜移植，之後知道哥哥夢人捲入爆炸事件而去世，被警方判為意外事件。至此之後左眼在受到撞擊時就會看見一幕幕的影像，亦是各個棘手案件的關鍵提示。畫功了得，在看到左眼影像後，就會把畫面全畫下來。
- 海藤正樹（中山優馬飾）

田中愛之助的同學
- 狹山瞳 （石原里美飾）

愛之助學校的保健室老師，喜歡購物，因而負債纍纍。性格有些天然並且有些傻氣，但也算是一個熱血教師，得知愛之助的親人都離世，而陪在愛之助的左右，也成為愛之助的破案助手。
- 田中夢人 （橫山裕飾）

愛之助的天才哥哥，也是整個故事的案件策劃人。但這一切也是為了讓愛之助想起小時候所發生的事所做的把戲。
- 小向典子 （片平なぎさ飾）

夢人的犯罪同謀者，曾與黑晶晶是同伴，但只因其原則，只會跟最強的犯罪者為伴，當夢人勝過黑晶晶時，便與夢人成為同伴。
- 加藤隆 （岡田義德飾）

身為城西警署刑警的加藤警官，為破解夢人所策劃的案件而借助愛之助的能力，但在前期並不知道愛之助的破案關鍵來自其左眼，只認為是愛之助天生的直覺敏銳。
- 福地裕也 （佐野史郎飾）

是為破解夢人所策劃的案件所成立的專案小組的組長，擁有良好的分析能力，當知道愛之助的哥哥夢人就是案件主腦後，被夢人殺害。
- 島田貴弘  （森本慎太郎飾）（ジャニーズJr.）（SixTONES）

是愛之助的後輩，在第4話向愛之助提供Bluce Heaven樂隊的資訊

## 播放日期、標題、收視率
| 集數                                                         | 播放日期                                                     | 標題                                                         | 收視率 |
| ------------------------------------------------------------ | ------------------------------------------------------------ | ------------------------------------------------------------ | ------ |
| 第1話                                                        | 2010年1月23日                                                | 連續綁架...拯救少女的生命! 提示是動物 衝擊的結局             | 8.5%   |
| 第2話                                                        | 2010年1月30日                                                | 意外的綁架犯人! 時間限制為30分鐘                             | 7.7%   |
| 第3話                                                        | 2010年2月6日                                                 | 死亡的結婚儀式...謎之凶器                                    | 8.2%   |
| 第4話                                                        | 2010年2月13日                                                | 歌曲是凶器!? 狂熱的殺人現場演奏                              | 7.3%   |
| 第5話                                                        | 2010年2月20日                                                | 謎之魔術師! 消失的屍體                                       | 8.5%   |
| 第6話                                                        | 2010年2月27日                                                | 人質是5千人!! 停止連續爆炸                                   | 7.0%   |
| 第7話                                                        | 2010年3月6日                                                 | 最終章...從過去來的神秘男人                                  | 8.6%   |
| 最終話                                                       | 2010年3月13日                                                | 衝擊的結局!! 再見左目偵探                                    | 10.7%  |
| 平均收視率（收視率為日本關東地區，由Video Research所調查。） | 平均收視率（收視率為日本關東地區，由Video Research所調查。） | 平均收視率（收視率為日本關東地區，由Video Research所調查。） | 8.3%   |

## 工作人員
- 劇本：秦建日子
- 演出：大塚恭司、佐久間紀佳、岩本仁志
- 音樂：林ゆうき
- 主製作人：櫨山裕子
- 製作人：伊藤響、大塚泰之、坂下哲也
- 劇中イラスト：サンプラスデザイン
- 特殊效果：Make-Up Dimensions
- 動作指導：釼持誠
- ガンエフェクト：パイロテック
- 技術協力：NiTRO
- 美術協力：日テレアート
- 圖像協力：信州大学工学部遠藤研究室
- 書籍協力：河出書房新社、飛鳥新社、Enterbrain等
- 編集・MA：映廣
- 錄音室：日活撮影所
- 製作協力：AX-ON
- 製作：三城
- 製作著作：日本電視台

## 主題曲
- Hey!Say!JUMP『瞳のスクリーン』

## 外部連結
- 官方網站 （页面存档备份，存于）

| 日本電視台 週六連續劇                | 日本電視台 週六連續劇                   | 日本電視台 週六連續劇 |
| ------------------------------------ | --------------------------------------- | --------------------- |
|                                      | 左眼偵探EYE （2010.01.23 - 2010.03.13） |                       |
| 武士高校 （2009.10.17 - 2009.12.12） | 怪物王子 （2010.04.17 - 2010.06.12）    |                       |